# Catálogo Caldwell
El Catálogo Caldwell  es un catálogo astronómico de 109 de los más brillantes cúmulos estelares, nebulosas y galaxias para ser observados por astrónomos aficionados. La lista es obra de Patrick Caldwell-Moore, y su intención era servir como complemento del Catálogo Messier. 

## Historia
El Catálogo Messier es usado frecuentemente por astrónomos aficionados como una lista de interesantes objetos del espacio profundo para observar a simple vista, pero Caldwell-Moore observó que esa lista no incluía muchos de los objetos más brillantes del cielo, como las Híades, el Cúmulo Doble de Perseo (NGC 869 y NGC 884) y la Galaxia de la Moneda de Plata. 
Además, Caldwell-Moore observó que el Catálogo Messier, cuya confección se había basado en observaciones del cielo del hemisferio norte, excluía objetos visibles en el cielo del hemisferio sur, como Omega del Centauro, Centauro A, El Joyero y 47 del Tucán. Rápidamente, elaboró una lista de 109 objetos (para igualar el número de ellos en el Catálogo Messier) y la publicó en la revista Sky & Telescope en diciembre de 1995.
Desde su publicación, el catálogo ha crecido en popularidad y en uso entre los aficionados a la astronomía. A pesar de eso, la lista original de Caldwell fue criticada por algunos pequeños errores de compilación (listados más abajo), y al mismo Caldwell-Moore se le ha criticado su egocentrismo al compilar la lista incluyendo el uso de uno de sus apellidos para nombrarla y el empleo de los números encabezados por su inicial, "C", para renombrar objetos con designaciones más comunes.
La lista del Catálogo Caldwell se constituyó a partir de objetos ya identificados por astrónomos profesionales y comúnmente observados por astrónomos aficionados. A diferencia de los objetos del Catálogo Messier, que están ordenados por orden de descubrimiento, los del Catálogo Cadwell están ordenados por declinación, siendo C1 el más boreal y C109 el más austral; pero hay dos objetos que no figuran en la secuencia: NGC 4244 y las Híades. La lista original de Caldwell identificaba erróneamente como NGC 6067 al NGC 6087 (ambos son cúmulos abiertos de la constelación Escuadra y Nivel), y además llamaba incorrectamente «Cúmulo de Gamma del Centauro» al Cúmulo de Lambda del Centauro. En este catálogo destacan los cúmulos y Pléyades del sur por ser los más brillantes y visibles sin necesidad de telescopio (m.a. menor a 6).
Para el aprendizaje y el disfrute en el caso de los astrónomos aficionados, un proceso aconsejable sería seguir primero el Catálogo de Messier, después el de Cadwell, y, ya por fin, el Catálogo de los 400 de Herschel (una reducción del Catálogo General de Nebulosas y Cúmulos de Estrellas y, por tanto, también del Nuevo Catálogo General). Después de seguir este proceso, habría observado casi 600 objetos.

## Número de objetos de cada tipo en el catálogo Caldwell
| Nebulosas oscuras                      | 1   |
| Galaxias                               | 35  |
| Cúmulos globulares                     | 18  |
| Nebulosas                              | 9   |
| Cúmulos estelares                      | 25  |
| Conjuntos de cúmulo estelar y nebulosa | 6   |
| Nebulosa planetaria                    | 13  |
| Supernova                              | 2   |
| Total                                  | 109 |

## Numeración de Caldwell, otros nombres, tipo de objeto y constelación correspondiente

### Código
| Cúmulo estelar |
| Nebulosa       |
| Galaxia        |

### 1-10
| Número de Caldwell | Número del Nuevo Catálogo General | Nombre común            | Imagen | Tipo de objeto            | Distancia en miles de años luz | Constelación | Magnitud aparente |
| ------------------ | --------------------------------- | ----------------------- | ------ | ------------------------- | ------------------------------ | ------------ | ----------------- |
| C1                 | NGC 188                           |                         |        | Cúmulo abierto            | 4.8                            | Cefeo        | 8.1               |
| C2                 | NGC 40                            | Nebulosa de la Pajarita |        | Nebulosa planetaria       | 3.5                            | Cefeo        | 11                |
| C3                 | NGC 4236                          |                         |        | Galaxia                   | 7,000                          | Dragón       |                   |
| C4                 | NGC 7023                          | Nebulosa Iris           |        | Cúmulo abierto y nebulosa | 1.4                            | Cefeo        | 7                 |
| C5                 | IC 342                            |                         |        | Galaxia                   | 13,000                         | Jirafa       | 9                 |
| C6                 | NGC 6543                          | Nebulosa Ojo de Gato    |        | Nebulosa planetaria       | 3                              | Dragón       | 9                 |
| C7                 | NGC 2403                          |                         |        | Galaxia                   | 14,000                         | Jirafa       | 8.4               |
| C8                 | NGC 559                           |                         |        | Cúmulo abierto            | 3.7                            | Casiopea     | 9.5               |
| C9                 | Sh2-155                           | Nebulosa de la Cueva    |        | Nebulosa                  | 2.8                            | Cefeo        | -                 |
| C10                | NGC 663                           |                         |        | Cúmulo abierto            | 7.2                            | Casiopea     | 7.1               |

### 11-20
| Número del Catálogo Caldwell | Número del Nuevo Catálogo General | Nombre común                     | Imagen | tipo de objeto            | Distancia en miles de años luz | Constelación | Magnitud aparente |
| ---------------------------- | --------------------------------- | -------------------------------- | ------ | ------------------------- | ------------------------------ | ------------ | ----------------- |
| C11                          | NGC 7635                          | Nebulosa Burbuja                 |        | Nebulosa                  | 7.1                            | Casiopea     | -                 |
| C12                          | NGC 6946                          |                                  |        | Galaxia                   | 18,000                         | Cefeo        | 8.9               |
| C13                          | NGC 457                           | Cúmulo del Búho o Cúmulo de E.T. |        | Cúmulo abierto            | -                              | Casiopea     | 6.4               |
| C14                          | NGC 869 & NGC 884                 | Cúmulo Doble de Perseo           |        | Cúmulo abierto            | 7.3                            | Perseo       | 4                 |
| C15                          | NGC 6826                          | Nebulosa del Parpadeo            |        | Nebulosa planetaria       | 2.2                            | Cisne        | 10                |
| C16                          | NGC 7243                          |                                  |        | Cúmulo abierto            | 2.5                            | Lagarto      | 6.4               |
| C17                          | NGC 147                           |                                  |        | Galaxia                   | 2,300                          | Casiopea     | 9.3               |
| C18                          | NGC 185                           |                                  |        | Galaxia                   | 2,300                          | Casiopea     | 9.2               |
| C19                          | IC 5146                           | Nebulosa del Capullo             |        | Cúmulo abierto y nebulosa | 3.3                            | Cisne        | 7.2               |
| C20                          | NGC 7000                          | Nebulosa Norteamérica            |        | Nebulosa                  | 1.8                            | Cisne        | -                 |

### 21-30
| Número del Catálogo Caldwell | Número del Nuevo Catálogo General | Nombre común                | Imagen | Tipo de objeto      | Distancia en miles de años luz | Constelación | Magnitud aparente |
| ---------------------------- | --------------------------------- | --------------------------- | ------ | ------------------- | ------------------------------ | ------------ | ----------------- |
| C21                          | NGC 4449                          |                             |        | Galaxia             | 10,000                         | Lebreles     | 9.4               |
| C22                          | NGC 7662                          | Nebulosa Bola de Nieve Azul |        | Nebulosa planetaria | 3.2                            | Andrómeda    | 9                 |
| C23                          | NGC 891                           |                             |        | Galaxia             | 31,000                         | Andrómeda    | 10                |
| C24                          | NGC 1275                          | Perseo A y HVS              |        | Galaxia             | 230,000                        | Perseo       | 11.6              |
| C25                          | NGC 2419                          |                             |        | Cúmulo globular     | 275                            | Lince        | 10.4              |
| C26                          | NGC 4244                          |                             |        | Galaxia             | 10,000                         | Lebreles     | 10.2              |
| C27                          | NGC 6888                          | Nebulosa Creciente          |        | Nebulosa            | 4.7                            | Cisne        | -                 |
| C28                          | NGC 752                           |                             |        | Cúmulo abierto      | 1.2                            | Andrómeda    | 5.7               |
| C29                          | NGC 5005                          |                             |        | Galaxia             | 69,000                         | Lebreles     | 9.8               |
| C30                          | NGC 7331                          |                             |        | Galaxia             | 47,000                         | Pegaso       | 9.5               |

### 31-40
| Número del Catálogo Caldwell | Número del Nuevo Catálogo General | Nombre común                                                                       | Imagen | Tipo de objeto      | Distancia en miles de años luz | Constelación          | Magnitud aparente |
| ---------------------------- | --------------------------------- | ---------------------------------------------------------------------------------- | ------ | ------------------- | ------------------------------ | --------------------- | ----------------- |
| C31                          | IC 405                            | Nebulosa de la Estrella Llameante                                                  |        | Nebulosa            | 1.6                            | Auriga                | -                 |
| C32                          | NGC 4631                          | Galaxia de la Ballena                                                              |        | Galaxia             | 22,000                         | Lebreles              | 9.3               |
| C33                          | NGC 6992                          | Es la zona más brillante de la parte llamada Velo Oriental de la Nebulosa del Velo |        | Resto de supernova  | 2.5                            | Cisne                 | -                 |
| C34                          | NGC 6960                          | Escoba de la Bruja o Velo Occidental de la Nebulosa del Velo                       |        | Resto de supernova  | 2.5                            | Cisne                 | -                 |
| C35                          | NGC 4889                          | Coma B                                                                             |        | Galaxia             | 300,000                        | Cabellera de Berenice | 11.4              |
| C36                          | NGC 4559                          |                                                                                    |        | Galaxia             | 32,000                         | Cabellera de Berenice | 9.9               |
| C37                          | NGC 6885                          |                                                                                    |        | Cúmulo abierto      | 1.95                           | Zorra                 | 6                 |
| C38                          | NGC 4565                          | Galaxia de la Aguja                                                                |        | Galaxia             | 32,000                         | Cabellera de Berenice | 9.6               |
| C39                          | NGC 2392                          | Nebulosa Esquimal o Nebulosa de la Cara del Payaso                                 |        | Nebulosa planetaria | 4                              | Géminis               | 10                |
| C40                          | NGC 3626                          |                                                                                    |        | Galaxia             | 86,000                         | Leo                   | 10.9              |

### 41-50
| Número del Catálogo Caldwell | Número del Nuevo Catálogo General | Nombre común                | Imagen | Tipo de objeto  | Distancia en miles de años luz | Constelación | Magnitud aparente |
| ---------------------------- | --------------------------------- | --------------------------- | ------ | --------------- | ------------------------------ | ------------ | ----------------- |
| C41                          | Mel25                             | Híades                      |        | Cúmulo abierto  | 0.151                          | Tauro        | 0.5               |
| C42                          | NGC 7006                          |                             |        | Cúmulo globular | 135                            | Delfín       | 10.6              |
| C43                          | NGC 7814                          |                             |        | Galaxia         | 49,000                         | Pegaso       | 10.5              |
| C44                          | NGC 7479                          |                             |        | Galaxia         | 106,000                        | Pegaso       | 11                |
| C45                          | NGC 5248                          |                             |        | Galaxia         | 74,000                         | El Boyero    | 10.2              |
| C46                          | NGC 2261                          | Nebulosa Variable de Hubble |        | Nebula          | 2.5                            | Unicornio    | -                 |
| C47                          | NGC 6934                          |                             |        | Cúmulo globular | 57                             | Delfín       | 8.9               |
| C48                          | NGC 2775                          |                             |        | Galaxia         | 55,000                         | Cáncer       | 10.3              |
| C49                          | NGC 2237                          | Nebulosa Roseta             |        | Nebulosa        | 4.9                            | Unicornio    | -                 |
| C50                          | NGC 2244                          |                             |        | Cúmulo abierto  | 4.9                            | Unicornio    | 4.8               |

### 51-60
| Número del Catálogo Caldwell | Número del Nuevo Catálogo General | Nombre común                                                        | Imagen | Tipo de objeto      | Distancia en miles de años luz | Constelación | Magnitud aparente |
| ---------------------------- | --------------------------------- | ------------------------------------------------------------------- | ------ | ------------------- | ------------------------------ | ------------ | ----------------- |
| C51                          | IC 1613                           |                                                                     |        | Galaxia             | 2,300                          | Ballena      | 9.3               |
| C52                          | NGC 4697                          |                                                                     |        | Galaxia             | 76,000                         | Virgo        | 9.3               |
| C53                          | NGC 3115                          | Galaxia de Spindle (de las dos, la de la constelación del Sextante) |        | Galaxia             | 22,000                         | Sextante     | 9.2               |
| C54                          | NGC 2506                          |                                                                     |        | Cúmulo abierto      | 10                             | Unicornio    | 7.6               |
| C55                          | NGC 7009                          | Nebulosa Saturno                                                    |        | Nebulosa planetaria | 1.4                            | Acuario      | 8                 |
| C56                          | NGC 246                           | Nebulosa de la Calavera o Nebulosa del Esqueleto                    |        | Nebulosa planetaria | 1.6                            | Ballena      | 8                 |
| C57                          | NGC 6822                          | Galaxia de Barnard                                                  |        | Galaxia             | 2,300                          | Sagitario    | 9                 |
| C58                          | NGC 2360                          |                                                                     |        | Cúmulo abierto      | 3.7                            | Can Mayor    | 7.2               |
| C59                          | NGC 3242                          | Nebulosa del Fantasma de Júpiter                                    |        | Nebulosa planetaria | 1.4                            | Hidra        | 9                 |
| C60                          | NGC 4038                          | Una de las dos Galaxias Antenas                                     |        | Galaxia             | 83,000                         | Cuervo       | 10.7              |

### 61-70
| Número del Catálogo de Caldwell | Número del Nuevo Catálogo General | Nombre común                                         | Imagen | Tipo de objeto            | Distancia en miles de años luz | Constelación   | Magnitud aparente |
| ------------------------------- | --------------------------------- | ---------------------------------------------------- | ------ | ------------------------- | ------------------------------ | -------------- | ----------------- |
| C61                             | NGC 4039                          | Una de las dos Galaxias Antenas                      |        | Galaxia                   | 83,000                         | Cuervo         | 13                |
| C62                             | NGC 247                           |                                                      |        | Galaxia                   | 6,800                          | Ballena        | 8.9               |
| C63                             | NGC 7293                          | Nebulosa de la Hélice                                |        | Nebulosa planetaria       | 0.522                          | Acuario        | 7.3               |
| C64                             | NGC 2362                          | Cúmulo de Tau del Can Mayor                          |        | Cúmulo abierto y Nebulosa | 5.1                            | Can Mayor      | 4.1               |
| C65                             | NGC 253                           | Galaxia de la Moneda de Plata o Galaxia del Escultor |        | Galaxia                   | 9,800                          | Escultor       | 7.1               |
| C66                             | NGC 5694                          |                                                      |        | Cúmulo globular           | 113                            | Hidra          | 10.2              |
| C67                             | NGC 1097                          |                                                      |        | Galaxia                   | 47,000                         | Horno          | 9.3               |
| C68                             | NGC 6729                          |                                                      |        | Nebulosa                  | 0.424                          | Corona Austral | -                 |
| C69                             | NGC 6302                          | Nebulosa del Insecto o Nebulosa de la Mariposa       |        | Nebulosa planetaria       | 5.2                            | Escorpión      | 13                |
| C70                             | NGC 300                           |                                                      |        | Galaxia                   | 3,900                          | Escultor       | 9                 |

### 71-80
| Número del Catálogo Caldwell | Número del Nuevo Catálogo General | Nombre común                | Imagen | Tipo de objeto            | Distancia en miles de años luz | Constelación   | Magnitud aparente |
| ---------------------------- | --------------------------------- | --------------------------- | ------ | ------------------------- | ------------------------------ | -------------- | ----------------- |
| C71                          | NGC 2477                          |                             |        | Cúmulo abierto            | 3.7                            | Popa           | 5.8               |
| C72                          | NGC 55                            |                             |        | Galaxia                   | 4,200                          | Escultor       | 8                 |
| C73                          | NGC 1851                          |                             |        | Cúmulo globular           | 39.4                           | Paloma         | 7.3               |
| C74                          | NGC 3132                          | Nebulosa del Anillo del Sur |        | Nebulosa planetaria       | 2                              | Velos          | 8                 |
| C75                          | NGC 6124                          |                             |        | Cúmulo globular           | 1.5                            | Escorpión      | 5.8               |
| C76                          | NGC 6231                          |                             |        | Cúmulo abierto y nebulosa | 6                              | Escorpión      | 2.6               |
| C77                          | NGC 5128                          | Centauro A                  |        | Galaxia                   | 16,000                         | Centauro       | 7                 |
| C78                          | NGC 6541                          |                             |        | Cúmulo globular           | 22.3                           | Corona Austral | 6.6               |
| C79                          | NGC 3201                          |                             |        | Cúmulo globular           | 17                             | Velos          | 6.8               |
| C80                          | NGC 5139                          | Omega del Centauro          |        | Cúmulo globular           | 17.3                           | Centauro       | 3.7               |

### 81-90
| Número del Catálogo Caldwell | Número del Nuevo Catálogo General                                                                     | Nombre común                   | Imagen | Tipo de objeto      | Distancia en miles de años luz | Constelación     | Magnitud aparente |
| ---------------------------- | --- | ------------------------------ | ------ | ------------------- | ------------------------------ | ---------------- | ----------------- |
| C81                          | NGC 6352                                                                                              |                                |        | Cúmulo globular     | 18.6                           | Altar            | 8.2               |
| C82                          | NGC 6193                                                                                              |                                |        | Cúmulo abierto      | 4.3                            | Altar            | 5.2               |
| C83                          | NGC 4945                                                                                              |                                |        | Galaxia             | 17,000                         | Centauro         | 9                 |
| C84                          | NGC 5286                                                                                              |                                |        | Cúmulo globular     | 36                             | Centauro         | 7.6               |
| C85                          | IC 2391                                                                                               | Cúmulo de Ómicron de los Velos |        | Cúmulo abierto      | 0.5                            | Velos            | 2.5               |
| C86                          | NGC 6397                                                                                              |                                |        | Cúmulo globular     | 7.5                            | Altar            | 5.7               |
| C87                          | NGC 1261                                                                                              |                                |        | Cúmulo globular     | 55.5                           | Reloj            | 8.4               |
| C88                          | NGC 5823                                                                                              |                                |        | Cúmulo abierto      | 3.4                            | Compás           | 7.9               |
| C89                          | NGC 6087 (anotado por error como NGC 6067 en el original, pero la descripción corresponde a NGC 6087) | Cúmulo de S de Norma           |        | Cúmulo abierto      | 3.3                            | Escuadra y Nivel | 5.4               |
| C90                          | NGC 2867                                                                                              |                                |        | Nebulosa planetaria | 5.5                            | Quilla           | 10                |

### 91-100
| Número del Catálogo Caldwell | Número del Nuevo Catálogo General | Nombre común                    | Imagen | Tipo de objeto            | Distancia en miles de años luz | Constelación      | Magnitud aparente |
| ---------------------------- | --------------------------------- | ------------------------------- | ------ | ------------------------- | ------------------------------ | ----------------- | ----------------- |
| C91                          | NGC 3532                          |                                 |        | Cúmulo abierto            | 1.6                            | Quilla            | 3                 |
| C92                          | NGC 3372                          | Nebulosa de la Quilla           |        | Nebulosa                  | 7.5                            | Quilla            | -                 |
| C93                          | NGC 6752                          |                                 |        | Cúmulo globular           | 13                             | Pavo Real         | 5.4               |
| C94                          | NGC 4755                          | El Joyero                       |        | Cúmulo abierto            | 4.9                            | Cruz              | 4.2               |
| C95                          | NGC 6025                          |                                 |        | Cúmulo abierto            | 2.5                            | Triángulo Austral | 5.1               |
| C96                          | NGC 2516                          | Pesebre del Sur                 |        | Cúmulo abierto            | 1.3                            | Quilla            | 3.8               |
| C97                          | NGC 3766                          | Cúmulo de la Perla              |        | Cúmulo abierto            | 5.8                            | Centauro          | 5.3               |
| C98                          | NGC 4609                          |                                 |        | Cúmulo abierto            | 4.2                            | Cruz              | 6.9               |
| C99                          | -                                 | Nebulosa del Saco de Carbón     |        | Nebulosa oscura           | 0.61                           | Cruz              | -                 |
| C100                         | IC 2944                           | Nebulosa de Lambda del Centauro |        | Cúmulo abierto y nebulosa | 6                              | Centauro          | 4.5               |

### 101-109
| Número del Catálogo Caldwell | Número del Nuevo Catálogo General | Nombre común                                    | Imagen | Tipo de objeto            | Distancia en miles de años luz | Constelación        | Magnitud aparente |
| ---------------------------- | --------------------------------- | ----------------------------------------------- | ------ | ------------------------- | ------------------------------ | ------------------- | ----------------- |
| C101                         | NGC 6744                          |                                                 |        | Galaxia                   | 34,000                         | Pavo Real           | 9                 |
| C102                         | IC 2602                           | Cúmulo de Theta de la Quilla o Pléyades del Sur |        | Cúmulo abierto            | 0.492                          | Quilla              | 1.9               |
| C103                         | NGC 2070                          | Nebulosa de la Tarántula                        |        | Cúmulo abierto y nebulosa | 170                            | Dorado o Pez Espada | 8.2               |
| C104                         | NGC 362                           |                                                 |        | Cúmulo globular           | 27.7                           | Tucán               | 6.6               |
| C105                         | NGC 4833                          |                                                 |        | Cúmulo globular           | 19.6                           | Mosca               | 7.4               |
| C106                         | NGC 104                           | 47 del Tucán                                    |        | Cúmulo globular           | 14.7                           | Tucán               | 4                 |
| C107                         | NGC 6101                          |                                                 |        | Cúmulo globular           | 49.9                           | Ave del Paraíso     | 9.3               |
| C108                         | NGC 4372                          |                                                 |        | Cúmulo globular           | 18.9                           | Mosca               | 7.8               |
| C109                         | NGC 3195                          |                                                 |        | Nebulosa planetaria       | 5.4                            | Camaleón            | -                 |

## Véanse además
- Catálogo Messier
- Nuevo Catálogo General
- Catálogo Índice
- Nuevo Catálogo General Revisado
- Catálogo Sharpless